# Il giardino dei sentieri che si biforcano
Il giardino dei sentieri che si biforcano è un racconto del 1941 dello scrittore e poeta argentino Jorge Luis Borges, successivamente raccolto in Finzioni.

## Trama
(Jorge Luis Borges, Il giardino dei sentieri che si biforcano)
La storia viene narrata sotto forma di un documento scritto dal professore cinese Yu Tsun, che vive in Inghilterra durante la prima guerra mondiale ed è una spia al servizio dell'Impero tedesco. Braccato dal capitano Richard Madden, Tsun, la cui identità è stata scoperta, non ha modo di contattare direttamente i suoi superiori per riferire il luogo dove sono localizzate le artiglierie del XI Parco britannico. Tsun trova sulla guida telefonica il nome della sola persona che possa permettergli di trasmettere l'informazione, e fugge in treno per raggiungerlo; Madden giunge alla stazione troppo tardi. Nel frattempo Tsun riflette sul suo passato, sulla sua giovinezza in Cina e in particolare sul suo antenato Ts'ui Pen, noto per due opere: un romanzo, apparentemente insensato, e la costruzione di un labirinto, che nessuno è mai riuscito a ritrovare. 
Tsun raggiunge la persona da lui cercata, Stephen Albert, uno studioso di lingua e letteratura cinese. Con sorpresa di entrambi, si scopre che Albert ha studiato proprio l'opera di Ts'ui Pen, antenato di Tsun, e ne ha decifrato l'enigma. Il libro e il labirinto sono in realtà la stessa opera: il "giardino dei sentieri che si biforcano" menzionato da Ts'ui Pen è il suo romanzo, un'opera letteraria che cerca di descrivere tutti i possibili risultati di un evento, ognuno dei quali conduce a un'ulteriore moltiplicazione di conseguenze, in una continua "ramificazione" dei possibili futuri (il che ricorda l'interpretazione a molti mondi della meccanica quantistica). Non si tratta quindi di un labirinto "fisico", ma di un labirinto temporale, un labirinto di simboli.
Tsun è commosso e ammirato dall'intuizione di Albert, che ha svelato il segreto del suo antenato. In questa concezione dell'universo, spiega Albert a Yu Tsun, esistono linee temporali in cui Albert e Tsun non esistono, altre dove solo uno dei due esiste; fortunatamente, commenta Albert, nella "loro" particolare linea temporale, i due si sono incontrati e hanno potuto discorrere di Ts'ui Pen e del suo "giardino". Ma Tsun, anche se con estrema riluttanza, spara ad Albert e lo uccide. Troppo tardi sopraggiunge Madden, che arresta Tsun. Solo alla fine il lettore viene a conoscenza del motivo dell'omicidio: la notizia dell'uccisione di Albert da parte di Yu Tsun viene pubblicata sui giornali britannici, e il capo di Yu Tsun decifra il "messaggio": la località dove è posizionata l'artiglieria britannica è proprio la città chiamata Albert. Tsun ha comunicato il messaggio, sconfiggendo Madden e ritardando l'offensiva britannica. Ma la sua vittoria, ottenuta a prezzo della vita di Albert, lo riempie di amarezza, di rimorso e di stanchezza.

## Tematiche
Il giardino dei sentieri che si biforcano affronta alcuni dei temi tipici dell'opera di Borges, quali il labirinto, il tempo e i libri. La ramificazione dei vari tempi è affrontata anche, ad esempio, nel racconto di Borges Esame dell'opera di Herbert Quain, dove una delle opere prevede la ramificazione di diverse possibili linee temporali, in questo caso però di molteplici possibili passati convergenti in un unico futuro.

## Citazioni
- Al contenuto di questo racconto di Borges s'ispira il labirinto realizzato a Venezia sull'Isola di San Giorgio Maggiore.
- Il nome in lingua inglese dell'opera, The garden of forking paths, è stato adottato come titolo del 17º episodio della serie televisiva FlashForward, oltre che come titolo del terzo episodio della settima stagione della serie tv C'era una volta.